# Дизьминское (сельское поселение)
Дизьминское — упразднённое муниципальное образование со статусом сельского поселения в составе Ярского района Удмуртии.
Административный центр — село Дизьмино.
Законом Удмуртской Республики от 11.05.2021 № 42-РЗ к 25 мая 2021 года упразднено в связи с преобразованием муниципального района в муниципальный округ.

## Население
| 2010  | 2012  | 2013  | 2014  | 2015  | 2016  | 2017  |
| ----- | ----- | ----- | ----- | ----- | ----- | ----- |
| 1804  | ↘1768 | ↘1758 | ↘1712 | ↘1666 | ↘1637 | ↘1636 |
| 2018  | 2019  | 2020  |       |       |       |       |
| ↘1627 | ↘1611 | ↘1554 |       |       |       |       |

## Состав сельского поселения
В состав сельского поселения входили 7 населённых пунктов:
| № | Населённый пункт | Тип населённого пункта          | Население |
| - | ---------------- | ------------------------------- | --------- |
| 1 | Байдалино        | деревня                         | ↘154      |
| 2 | Дзякино          | деревня                         | ↗21       |
| 3 | Дизьмино         | посёлок, административный центр | ↘1380     |
| 4 | Дома 1128 км     | населённый пункт                | →0        |
| 5 | Дома 1129 км     | населённый пункт                | →0        |
| 6 | Дома 1130 км     | населённый пункт                | ↘6        |
| 7 | Мосеево          | деревня                         | ↘207      |